# Alexander Koshetz

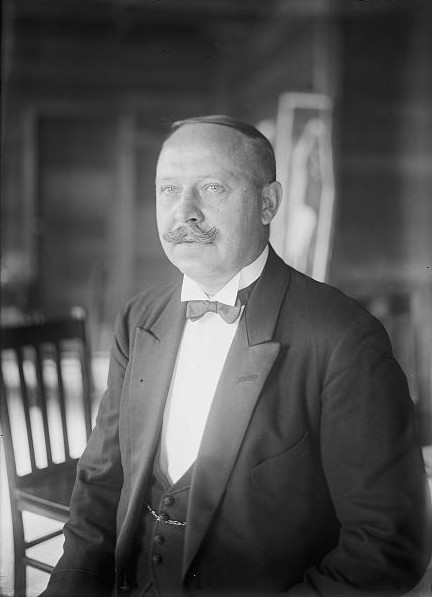
Alexander Koshetz

Alexander Koshetz (12 tháng 9 năm 1875) – 21 tháng 9 năm 1944) là một nhạc trưởng dàn hợp xướng, nhà soạn nhạc, nhà dân tộc học, nhà văn, nhà âm nhạc học và diễn giả người Ukraina. Ông đã góp phần phổ biến âm nhạc Ukraina đến toàn thế giới. Tên của ông đôi khi được phiên âm là Oleksandr Koshyts (tiếng Ukraina: Олександр Кошиць).
Có một thời, buổi biểu diễn của Đoàn hợp xướng quốc gia Ukraina mang tên Koshetz đã lập kỷ lục thế giới về số lượng khán giả tham dự, không tính các sự kiện thể thao. Buổi biểu diễn của ông cũng đã giúp phổ biến tác phẩm "Shchedryk" của Mykola Leontovych, tác phẩm này sau đó được Peter Wilhousky dịch thành tác phẩm nổi tiếng "Carol of the Bells".

## Tiểu sử

### Thời thơ ấu và sự nghiệp
Koshetz sinh ra tại làng Romashky thuộc tỉnh Kiev, Đế quốc Nga (nay là Huyện Obukhiv, Tỉnh Kyiv, Ukraina). Ông tốt nghiệp Học viện Thần học Kiev năm 1901, sau đó theo học tại Trường Âm nhạc và Kịch nghệ Lysenko từ năm 1908 đến năm 1910. Ông đã dạy nhạc hợp xướng tại Nhạc viện Hoàng gia Kiev, chỉ huy Dàn nhạc Nhà hát Sadovsky, làm nhạc trưởng và chỉ huy dàn hợp xướng của Nhà hát Opera Kiev.
Ông cũng sưu tầm các bài hát dân gian Ukraina từ các vùng miền trung Ukraina (đặc biệt là xung quanh Kiev) cũng như từ vùng Kuban thuộc Nga hiện tại, nơi ông đặc biệt chú ý đến việc liệu các truyền thống âm nhạc của người Cossack Dnieper có còn hiện diện trong thế hệ con cháu của họ, tức người Cossack Kuban, những người đã tái định cư ở đó sau khi Sich Zaporozhia tan rã hay không. Với người Cossack Kuban, ông cũng đã thu thập được một số bài hát.
Từ năm 1911, ban giám đốc Trường Âm nhạc Hoàng gia đã mời ông đến chỉ đạo lớp hát hợp xướng tại trường và sau đó là tại nhạc viện. Năm 1912, Mykola Sadovsky mời Oleksandr Koshyts làm nhạc trưởng nhà hát của mình, tại đây ông dàn dựng các vở opera của Mykola Lysenko, Denis Sichynsky, Pietro Mascagni và nhiều người khác.
Từ năm 1916 đến năm 1917, ông là trưởng dàn hợp xướng và nhạc trưởng của Nhà hát Opera Kyiv.

### Capella Cộng hòa Ukraina và di cư

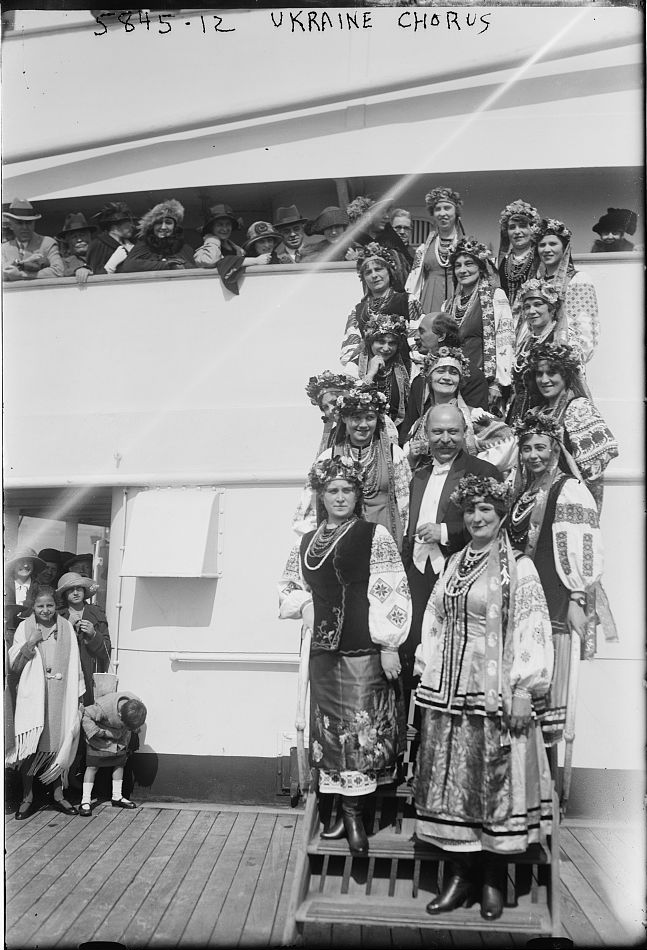
Koshetz cùng Ukrainian National Chorus, k. 1922-1924

Sau Thế chiến thứ nhất, Koshetz là người đồng sáng lập và chỉ huy dàn nhạc Capella Cộng hòa Ukraina (sau này đổi tên thành Dàn hợp xướng quốc gia Ukraina). Dàn hợp xướng đã lưu diễn khắp Châu Âu và Châu Mỹ vào các năm 1919–1924 và 1926–27 để ủng hộ cộng đồng người Ukraina quốc tế.
Năm 1917, Koshetz kết hôn với một cựu sinh viên và ca sĩ trong dàn hợp xướng của ông là Tetyana Koshetz (1892–1966), sau này bà trở thành ca sĩ trong Dàn hợp xướng quốc gia Ukraina, giáo viên thanh nhạc và sau năm 1944 là người phụ trách Trung tâm Văn hóa và Giáo dục Ukraina tại Winnipeg.
Chính Koshetz là người giới thiệu bài hát "Shchedryk" của Mykola Leontovych tại một buổi hòa nhạc ở Kyiv năm 1919. Cuối cùng bài hát đã trở thành bài hát Giáng sinh kinh điển dưới tên gọi "Carol of the Bells".
Ông chuyển đến thành phố New York vào năm 1922, tại đây ông sưu tầm nhạc phụng vụ, biên soạn và phổ biến nhạc dân gian Ukraina. Koshetz cũng ghi lại chuyến hành trình của dàn hợp xướng trong cuốn hồi ký With Song, Around the World (З піснею через світ).

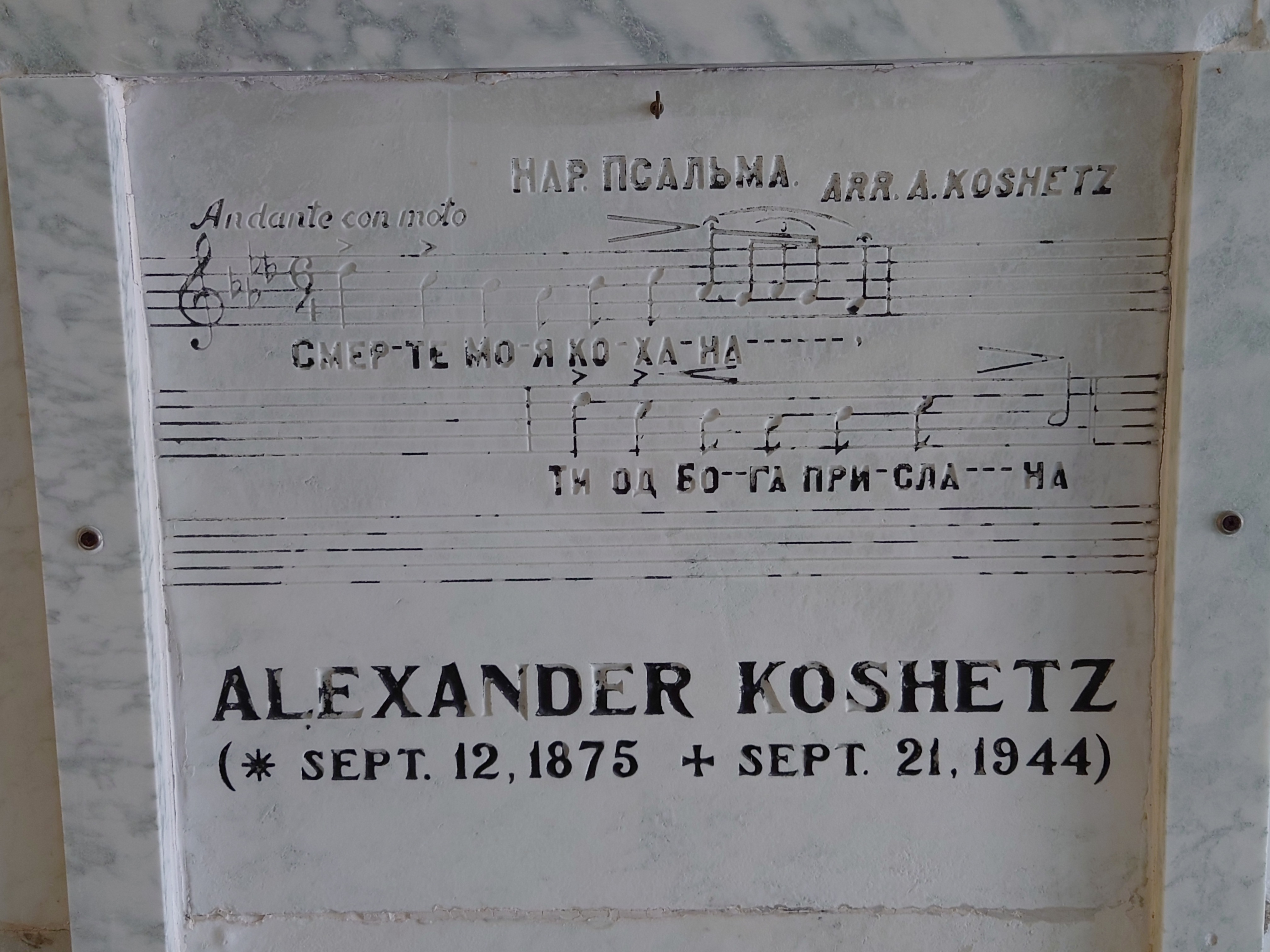
Alexander Koshetz's crypt

Năm 1926, ông định cư tại New York và làm việc tại Hoa Kỳ và Canada để đào tạo các nhạc trưởng mới: ông tổ chức các khóa học âm nhạc cho các nhạc trưởng, v.v. Ông sáng tác nhạc nhà thờ (5 bài phụng vụ, một số bài thánh ca) và biên soạn các bài hát dân gian. Tại New York, ông tiếp tục phổ biến âm nhạc Ukraina bằng các sáng tác, bản phối và bản thu âm trên máy hát của mình, và nhà xuất bản âm nhạc Witmark & Son đã xuất bản ấn bản lớn gồm bốn mươi hai bài hát dân gian Ukraina do Oleksandr Koshyts phối lại bằng tiếng Anh.
Từ năm 1941, Koshetz dành những tháng hè để giảng dạy ở Winnipeg, Manitoba, Canada, nơi ông qua đời năm 1944 ở tuổi 69. Thi hài của ông được chôn cất tại Nghĩa trang Glen Eden, West St. Paul, Manitoba.

## Tưởng niệm
Dàn hợp xướng O. Koshetz ở Winnipeg được đặt tên để tưởng nhớ ông.
Một buổi hòa nhạc độc đáo có tên gọi Unknown Koshetz đã được tổ chức tại Đại học Manitoba vào ngày 26 tháng 3 năm 2006. Buổi hòa nhạc có sự góp mặt của Dàn hợp xướng Olexander Koshetz đến từ Winnipeg biểu diễn các "bản phối hợp xướng" Koshetz gồm các bản nhạc của Hawaii, Scotland, Afro-Americana và First Nations, được hát bằng cả bản dịch tiếng Anh và tiếng Ukraina.
Vào sinh nhật lần thứ 130 của ông, một buổi hòa nhạc kỷ niệm đã được tổ chức tại Nhà thờ Uspenskyi của Kyiv Pechersk Lavra do những sinh viên tốt nghiệp xuất sắc nhất của Học viện Âm nhạc Quốc gia Tchaikovsky dưới sự bảo trợ của Tổng thống Yuschenko và dưới sự ban phước của Giáo hội Chính thống giáo Ukraina.
Kho lưu trữ cá nhân của Alexander và Tetyana Koshetz vẫn được lưu giữ tại Trung tâm Văn hóa và Giáo dục Ukraina ở Winnipeg, Manitoba, Canada.

## Âm nhạc
Mặc dù Koshetz chủ yếu được biết đến với vai trò là một nhạc trưởng, ông cũng tham gia sáng tác và biên soạn âm nhạc. Vào những năm 1920, sau khi Giáo hội Chính thống giáo Tự quản Ukraina được thành lập, Koshetz đã sáng tác bài phụng vụ của mình, Phụng vụ thiêng liêng của Thánh Gioan Chrysostom, cũng như mười bài thánh ca Ukraina. Sau này khi di cư, ông đã sáng tác nhiều nhạc tôn giáo hơn.